# Монтефальконе-ді-Валь-Форторе
Монтефальконе-ді-Валь-Форторе (італ. Montefalcone di Val Fortore) — муніципалітет в Італії, у регіоні Кампанія,  провінція Беневенто.

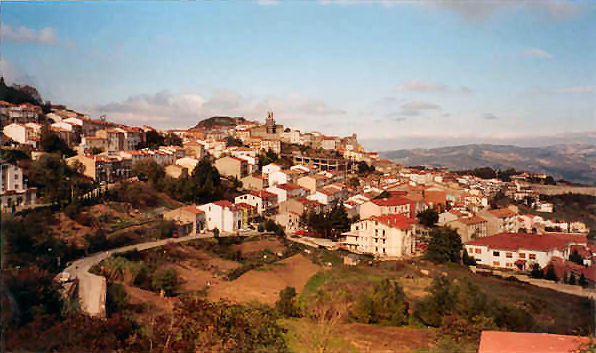

Монтефальконе-ді-Валь-Форторе розташоване на відстані близько 220 км на схід від Рима, 85 км на північний схід від Неаполя, 29 км на північний схід від Беневенто.
Населення — 1567 осіб (2014).
Покровитель — святий Іван Хреститель.

## Демографія
Населення за роками:

Станом на 1 січня 2023 року в муніципалітеті офіційно проживали 32 іноземці з 7 країн, серед них 2 громадяни України.

## Сусідні муніципалітети
- Кастельфранко-ін-Міскано
- Фояно-ді-Валь-Форторе
- Джинестра-дельї-Ск'явоні
- Розето-Вальфорторе
- Сан-Джорджо-Ла-Молара